# Gerrhonotus lugoi
Gerrhonotus lugoi là một loài thằn lằn trong họ Anguidae. Loài này được Mccoy mô tả khoa học đầu tiên năm 1970.